# Phacelia adenophora
Phacelia adenophora är en strävbladig växtart som beskrevs av John Thomas Howell. Phacelia adenophora ingår i Faceliasläktet som ingår i familjen strävbladiga växter. Inga underarter finns listade i Catalogue of Life.